# Sasino (gromada)
Sasino – dawna gromada, czyli najmniejsza jednostka podziału terytorialnego Polskiej Rzeczypospolitej Ludowej w latach 1954–1972.
Gromady, z gromadzkimi radami narodowymi (GRN) jako organami władzy najniższego stopnia na wsi, funkcjonowały od reformy reorganizującej administrację wiejską przeprowadzonej jesienią 1954 do momentu ich zniesienia z dniem 1 stycznia 1973, tym samym wypierając organizację gminną w latach 1954–1972.
Gromadę Sasino z siedzibą GRN w Sasinie utworzono – jako jedną z 8759 gromad na obszarze Polski – w powiecie lęborskim w woj. gdańskim na mocy uchwały nr 20/III/54 WRN w Gdańsku z dnia 5 października 1954. W skład jednostki weszły obszary dotychczasowych gromad Sasino, Słajszewo, Ciekocino i Jackowo ze zniesionej gminy Choczewo, obszary dotychczasowych gromad Bargędzino i Ulinia ze zniesionej gminy Wicko oraz miejscowość Osetnik wraz z lasami sięgającymi do wschodniej granicy jeziora Sarbskiego z miasta Łeba w tymże powiecie. Dla gromady ustalono 13 członków gromadzkiej rady narodowej.
1 stycznia 1960 do gromady Sasino włączono miejscowości Sarbsk i Przybrzeże ze zniesionej gromady Szczenurze w tymże powiecie.
31 lipca 1968 gromadę zniesiono, a jej obszar włączono do gromad: Choczewo (miejscowości Białka, Biebrowo, Byszewo, Ciekocino, Ciekocinko, Danowice, Kamieńsko, Krzesiniec, Jackówko, Jackowo, Sasinko, Sasiniec, Sasino, Słajszewo, Słajszewko, Sosnowiec i Zielonka), Wicko (miejscowości Dymnica, Łubiny, Przybrzeże, Sarbsk i Ulinia) i Łebień (miejscowości Bargędzino, Bargędzinko i Luba Wieś) w tymże powiecie.